# Ноктурия
Никтурия (от на латински: nox, нощ и на старогръцки: [τα] ούρα, урина) е необходимост от ставане през нощта за уриниране, като по този начин се прекъсва съня. Нейната поява е по-честа при бременни жени и при хора в напреднала възраст. Никтурия може да се причини просто от прием на твърде много течност преди да лягане (обикновено при по-младите) или може да бъде симптом на по-голям проблем, като сънна апнея, хиперпаратиреоидизъм, хронична бъбречна недостатъчност, инконтиненция на урината, инфекция на пикочния мехур, интерстициален цистит, диабет, сърдечна недостатъчност, доброкачествена простатна хиперплазия, обструкция на уретерините тазови възли, множествена склероза или рак на простатата.